# Himno Antioqueño
El Himno de Antioquia (o Himno Antioqueño) es una composición patriótica cuya música y letra representan a la tierra y la cultura antioqueñas. El himno constituye un elemento de unión básico, estructural, de la mente colectiva de Antioquia.
Su letra es un poema del maestro Epifanio Mejía originalmente titulado El canto del antioqueño, publicado en 1868 y seleccionado como el componente literario del himno mediante la Ordenanza n.º 6 del 10 de diciembre de 1962. Sus notas fueron compuestas por el maestro payanés Gonzalo Vidal.
Además, la ciudad de Medellín, capital del departamento, para unificar los ideales de región, adoptó el Himno Antioqueño, como Himno del Municipio de Medellín, mediante el decreto n.º 151 del 20 de febrero de 2002, Capítulo IV - Del régimen del Municipio, artículo 10.
El himno adopta el poema El canto del antioqueño, escrito y publicado por el maestro Epifanio Mejía en 1868.

### Letra
| CORO ¡Oh libertad que perfumas las montañas de mi tierra deja que aspiren mis hijos tus olorosas esencias! ¡Oh, libertad! I Amo el sol porque anda libre, sobre la azulada esfera, al huracán porque silba con libertad en las selvas. II El hacha que mis mayores me dejaron por herencia, la quiero porque a sus golpes libres acentos resuenan. (Coro) III Forjen déspotas tiranos, largas y duras cadenas para el esclavo que humilde, sus pies de rodillas besa IV Yo que nací altivo y libre sobre una sierra antioqueña ¡Llevó el hierro entre las manos, porque en el cuello me pesa! (Coro) V Nací sobre una montaña, mi dulce madre me cuenta que el sol alumbró mi cuna sobre una pelada sierra. VI Nací libre como el viento de las selvas antioqueñas como el cóndor de los Andes que de monte en monte vuela. (Coro) VII Pichón de águila que nace sobre el pico de una peña siempre le gusta las cumbres donde los vientos refrescan. | VIII Cuando desciendo hasta el valle y oigo tocar la corneta, subo a las altas montañas a dar el grito de alerta. (Coro) IX Muchachos, le digo a todos los vecinos de las selvas la corneta está sonando... ¡tiranos hay en la sierra! X Mis compañeros, alegres, el hacha en el monte dejan para empuñar en sus manos la lanza que el sol platea. (Coro) XI Con el morral a la espalda cruzamos llanos y cuestas, y atravesamos montañas y anchos ríos y altas sierras. XII Y cuando al fin divisamos, allá en la llanura extensa, las toldas del enemigo que entre humo y gente blanquean (Coro) XIII Volamos como huracanes regados sobre la tierra, ¡ay del que espere empuje de nuestras lanzas revueltas! XIV Perdonamos al rendido porque también hay nobleza y en los bravos corazones que nutren las viejas selvas. (Coro) XV Cuando volvemos triunfantes las niñas de las aldeas rinden coronas de flores a nuestras frentes serenas. | XVI A la luz de alegre tarde pálida, bronceada, fresca de la montaña en la cima nuestras cabañas blanquean. (Coro) XVII Bajamos cantando al valle porque el corazón se alegra; porque siempre arranca gritos la vista de nuestra tierra. XVIII Es la oración; las campanas con golpe pausado suenan; con el morral a la espalda vamos subiendo la cuesta. (Coro) XIX Las brisas de las colinas bajan cargadas de esencia, la luna brilla redonda y el camino amarillea. XX Ladran alegres los perros detrás de las arboledas el corazón oprimido del gozo palpita y tiembla... (Coro) XXI Caminamos... Caminamos... y blanqueas... y blanquean... y se abren con ruido de las cabañas las puertas. XXII Lágrimas, gritos, suspiros, besos y sonrisas tiernas, entre apretados abrazos y entre emociones revientan. XXIII ¡Oh libertad que perfumas las montañas de mi tierra deja que aspiren mis hijos tus olorosas esencias! |